# Spatula discors
La cerceta aliazul (Spatula discors), también conocida como pato media luna, pato de alas azules, barraquete aliazul, pato de Florida o yaguasa aliazul, es una especie de ave anseriforme de la familia Anatidae nativa de América No se conocen subespecies.

## Descripción

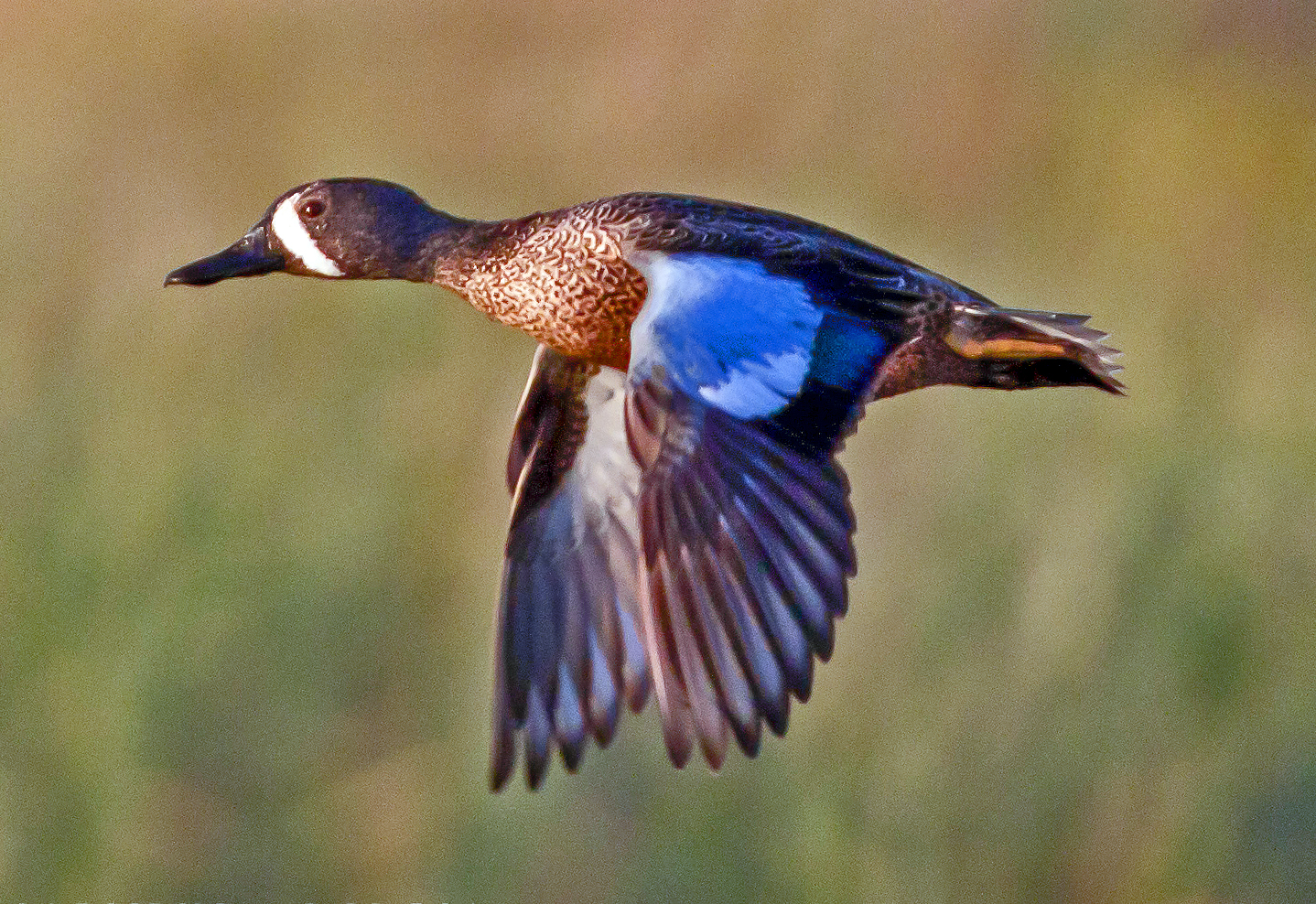
Cerceta aliazul en vuelo en una reserva natural de Texas

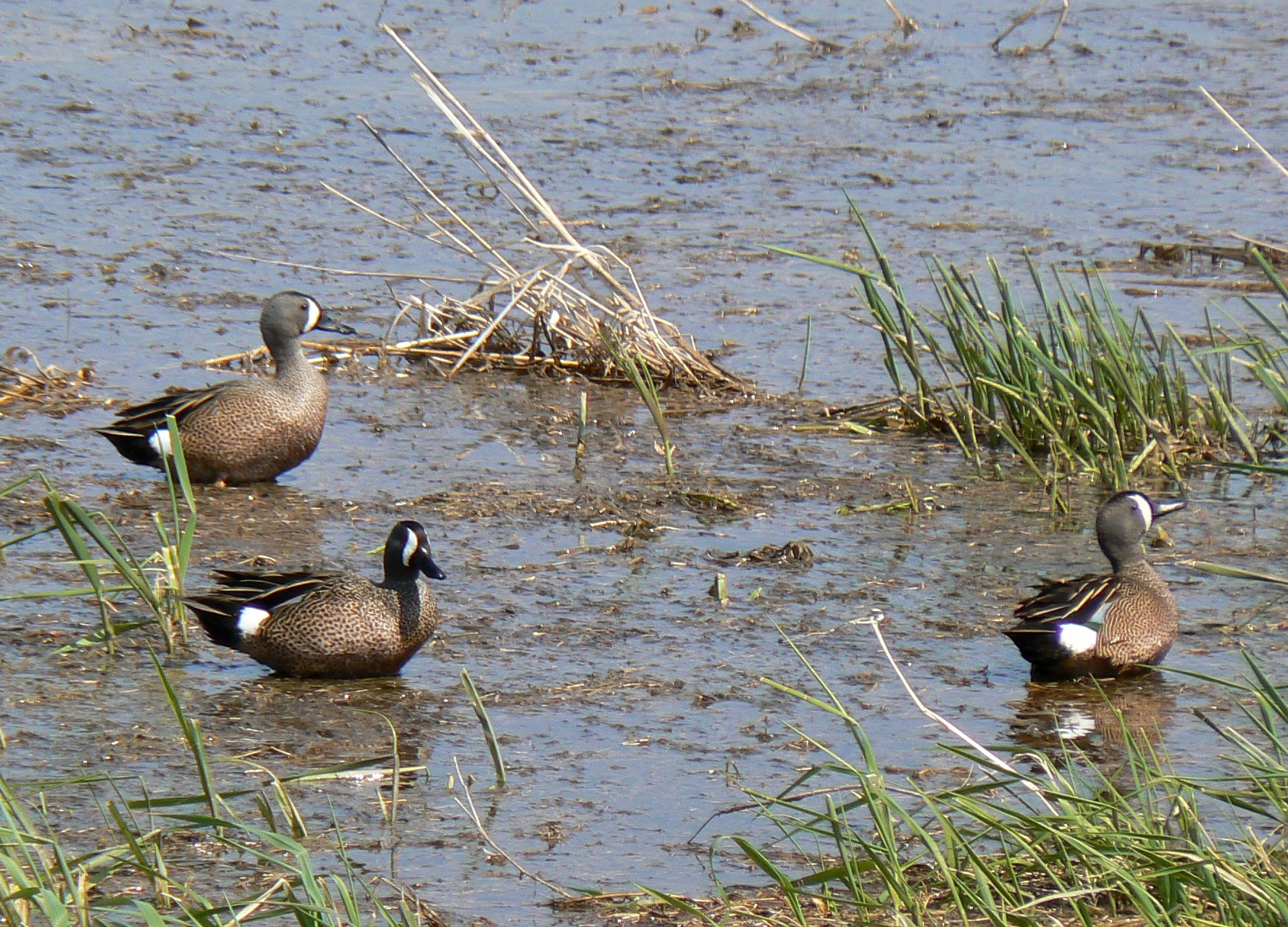
Machos alimentándose

Es pardo manchado y punteado de negro, con diseño alar como el del pato pico cuchara sudamericano, cabeza y cuello ceniciento oscuro, notable medialuna en la cara y mancha blanca en los flancos, en los machos. La hembra no tiene la medialuna en la cara, pero tiene una leve ceja loreal clara.
El macho es más grande que la hembra; la longitud total es de 35 a 41 cm. El peso oscila entre 325 y 500 g, según la temporada del año; son más pesados antes de la migración. Ambos sexos mudan las plumas dos veces al año.
El pico (culmen) mide de 4 a 4,2 cm. El largo total del ala va de 17,5 a 18,2 cm. La cola mide 6,5 cm. El tarso tiene 3,25 cm.

## Hábitat
Esta especie de pato vive en lagunas, lagos y pantanos de agua dulce. No teniendo preferencias durante el invierno habita aguas salobres. Se alimenta de vegetación, insectos, y crustáceos acuáticos. Complementa su dieta con semillas, incluyendo las de campos cultivados.

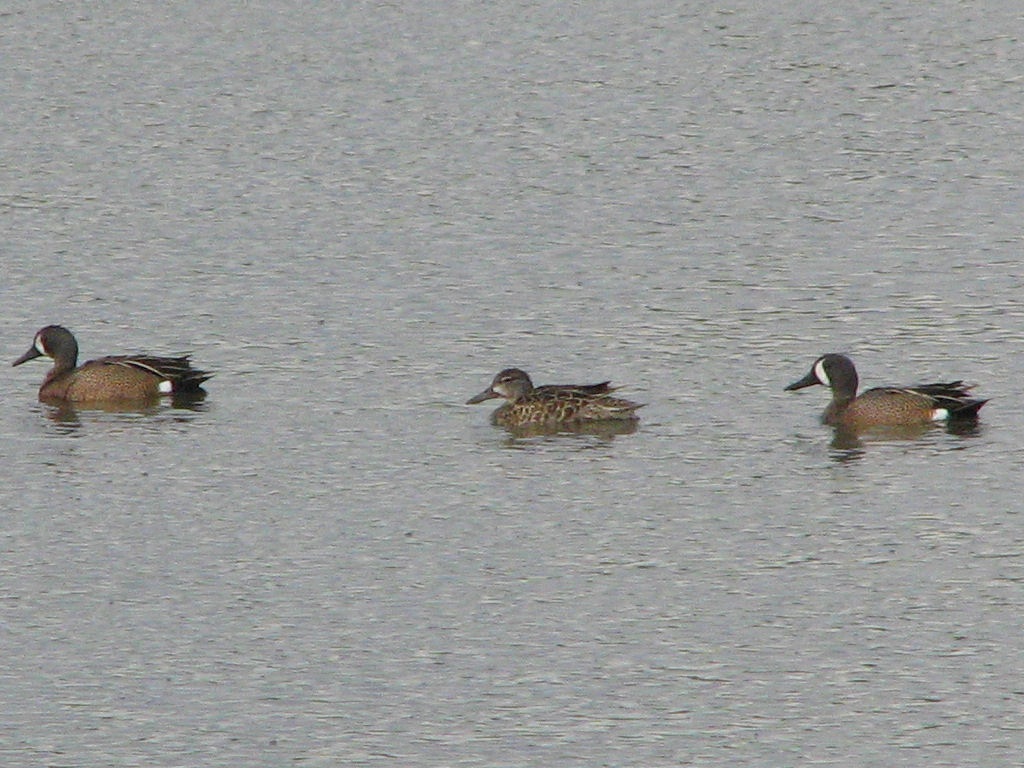
Machos y hembras nadando en un humedal de la Columbia Británica

## Distribución
Anas discors se distribuye en América del Norte, desde Alaska hasta Nueva Escocia al este y Texas al sur, donde se reproduce. La población en el estado de Texas es sedentaria. Durante invierno migran hasta Sudamérica.

## Comportamiento

### Migración
En invierno emigran en bandadas al sur de Estados Unidos (por ambas costas), México, América Central, América del Sur (llegando hasta Uruguay y Argentina), y las islas del Caribe. Durante la migración, algunas aves vuelan grandes distancias sobre el océano. Ocasionalmente se los ha visto vagando por Europa, donde sus patas amarillas son una distinción de otros patos pequeños (como Anas crecca y Anas querquedula).

### Reproducción

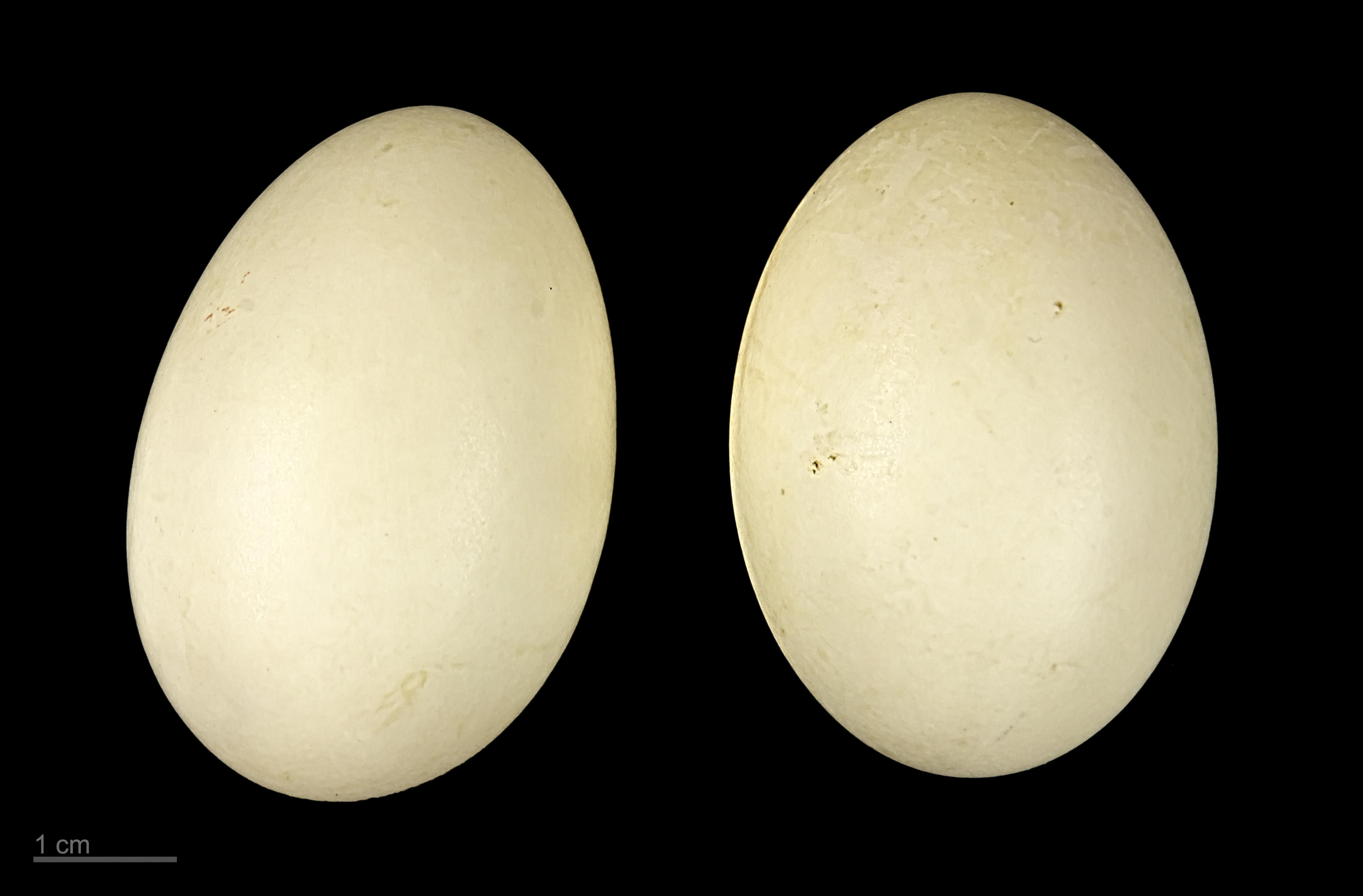
Anas discors - MHNT

Nidifican de abril a mayo en el hemisferio norte. Las parejas se forman en invierno, llegando juntos al lugar donde van a anidar. Los machos son territoriales en época de cría. La hembra pone de seis a catorce huevos de color crema, los cuales incuba ella misma durante diecinueve a veintinueve días; todos los pichones nacen el mismo día. Los juveniles vuelan a los cuarenta días, madurando sexualmente en la temporada siguiente.

### Alimentación
Son omnívoros, se alimentan de pequeños animales y plantas acuáticas.

## Conservación
La destrucción de su hábitat es una de las grandes amenazas para esta especie.
En Colombia la especie cuenta con una gran amenaza debido a envenenamientos masivos con arroz, para comercializar su carne. Según las autoridades la cacería de los patos se hacía con escopeta, tiros de regadera y resorteras (tirachinas), pero desde 1996 los han envenenado masivamente. Antes de 1996 se cazaban entre cien y doscientos ejemplares al año.
Para envenenarlos los cazadores ubican un comedero donde se estacionan las bandadas de cercetas aliazules; luego cocinan semillas de arroz, les agregan veneno y las ponen a secar al sol. Al secarse el arroz lo riegan en el humedal, donde los patos se alimentan. Cuando están envenenados les disparan, simulando que fueron cazados.
En 2010 se reportó el envenenamiento de cinco mil patos en Las Chispas, Departamento de Sucre. En 2011 se mataron más de dos mil en el municipio de San Martín, al sur del departamento del César, y en el 2012 la policía encontró cuatrocientos patos muertos y listos a comercializar en el municipio de María la Baja, al norte del departamento de Bolívar.